# 여자 둘 남자 셋
여자 둘 남자 셋(The Favor)은 미국에서 제작된 도날드 페트리 감독의 1994년 코미디, 멜로/로맨스 영화이다. 할리 제인 코작 등이 주연으로 출연하였고 로렌 슐러 도너 등이 제작에 참여하였다.

## 출연

### 주연
- 할리 제인 코작
- 엘리자베스 맥거번

### 조연
- 빌 풀만

## 제작진
- 제작팀장: 피터 프랑크프루트
- 제작팀장: 크리스타 보스빈더
- 제작부: 조산느 맥기본
- 제작부: 사라 패리엇
- 제작부: 찰스 스쿠라스 3세
- 미술: 데이비드 챔프먼
- 의상: 캐롤 오디츠
- 배역: 보니 티머먼